# Szewnica (przystanek kolejowy)
Szewnica – przystanek kolejowy i posterunek odstępowy Polskich Kolei Państwowych obsługiwany przez Koleje Mazowieckie. Przystanek znajduje się we wsi Szewnica, w województwie mazowieckim, w Polsce. 

## Ruch pasażerski[1]
| Rok  | Wymiana pasażerska na dobę |
| ---- | -------------------------- |
| 2017 | 300-499                    |
| 2018 | 300-499                    |
| 2019 | 500-699                    |
| 2020 | 300-499                    |
| 2021 | 500-699                    |
| 2022 | 500-699                    |
| 2023 | 500-699                    |

Zatrzymują się tu wszystkie pociągi podmiejskie przejeżdzające linią kolejową D29-6 Zielonka – Kuźnica Białostocka.

## Opis przystanku

### Perony
Przystanek składa się z dwóch peronów bocznych (po jednej stronie każdego krawędź peronowa):
- Z peronu 1 odjeżdżają pociągi w kierunku Małkini
- Z peronu 2 odjeżdżają pociągi w kierunku Warszawy

Na każdym peronie znajdują się:
- dwie tablice z nazwą przystanku
- rozkład jazdy pociągów (na obu peronach)
- latarnie oświetleniowe
- zegar
- wiata przystankowa
- megafony

Powierzchnia peronu składa się z płyt betonowych.

### Budynek przystanku
Budynek przystanku po modernizacji i przeniesieniu stacji kolejowej został wyburzony, a na nowych peronach nie znaleziono miejsca dla takowego.
Stary budynek przystanku znajdował się przy peronie drugim.
Był to budynek drewniany, parterowy. W jednej jego części znajdowała się poczekalnia, a w drugiej stanowisko kasowe i zaplecze.

### Przejścia naziemne
Na obu krańcach peronów znajdują się przejścia naziemne łączące perony.

### Tunel
Pod torami wybudowano tunel, który zastąpił zlikwidowany przejazd naziemny. Tunel zapewnia bezkolizyjny przejazd z drogą lokalną (ul. Mazowiecka). W tunelu poza dwoma pasami ruchu drogowego znajdują się dwa chodniki oraz wejścia na perony stacji. 

### Schemat przystanku

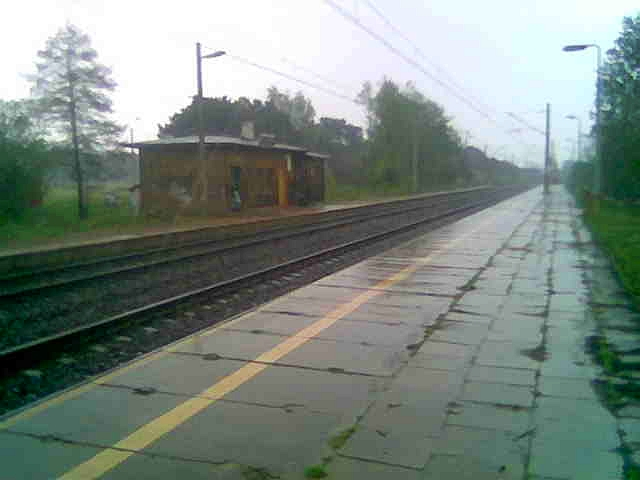
Widok przystanku przed modernizacją - w kierunku Kuźnicy Białostockiej z peronu pierwszego.
Na przeciwnym peronie budynek mieszczący kasą biletową i poczekalnię